# Sameodesma undilinealis
Sameodesma undilinealis là một loài bướm đêm trong họ Crambidae.